# Dmitrij Leonow
Dmitrij Siergiejewicz Leonow (ros. Дмитрий Сергеевич Леонов, ur. 19 października?/31 października 1899 we wsi Ługowka w guberni tulskiej, zm. w styczniu 1981 w Moskwie) – wyższy radziecki oficer, generał porucznik, szef Drugiego Zarządu Ministerstwa Spraw Wewnętrznych ZSRR (1953–1954), szef Trzeciego Zarządu Głównego KBP (1954–1959).

## Życiorys
Od 1918 w RKP(b), od 1922 w Armii Czerwonej, funkcjonariusz partyjno-polityczny w wojsku, od 1933 szef wydziału politycznego dywizji, komisarz korpusu strzelców. W 1931 ukończył kursy starszych oficerów politycznych przy Akademii Wojskowo-Politycznej im. Lenina. W latach 1937–1941 członek Rady Wojennej Zabajkalskiego i Uralskiego Okręgu Wojskowego. Uczestnik stalinowskich represji przeciw dowództwu Armii Czerwonej. 
W czasie II wojny światowej był członkiem Rady Wojennej 22 Armii, od października 1941 członek Rady Wojennej Frontu Kalinińskiego, a od października 1943 1 Frontu Bałtyckiego. 6 grudnia 1942 mianowany generałem porucznikiem. Od listopada 1944 do maja 1945 był zastępcą szefa Sztabu Generalnego ds. politycznych. Od maja do września 1945 był członkiem Rady Wojennej Frontu Dalekowschodniego i 2 Frontu Dalekowschodniego. 
Po wojnie zajmował kierownicze stanowiska w politycznych organach armii, zastępca dowódcy wojsk Moskiewskiego Okręgu Wojskowego ds. politycznych (1947–1950), członek Rady Wojennej i zastępca dowódcy ds. politycznych Leningradzkiego Okręgu Wojskowego (6 lipca 1950 – 8 lipca 1953). Cieszył się zaufaniem kierownictwa partii; 8 lipca 1953 przeniesiony do MSW na stanowisko szefa Drugiego Zarządu Ministerstwa Spraw Wewnętrznych ZSRR (zajmował je do 17 marca 1954). W okresie 8 lipca 1953 do 13 marca 1954 członek Kolegium MBP ZSRR. Od 17 marca 1954 do 12 czerwca 1959 szef Trzeciego Zarządu Głównego Komitetu Bezpieczeństwa Państwowego przy Radzie Ministrów ZSRR. Od 1959 na emeryturze.

## Awanse
- komisarz brygadowy (2 stycznia 1936);
- komisarz dywizyjny (31 grudnia 1937);
- komisarz korpuśny (1939);
- generał porucznik (6 grudnia 1942).

## Odznaczenia
- Order Lenina (dwukrotnie)
- Order Czerwonego Sztandaru (czterokrotnie)
- Order Kutuzowa I klasy (dwukrotnie)

I medale.